# Calvin Harris
Adam Richard Wiles (Dumfries, 17 de janeiro de 1984), mais conhecido pelo nome artístico Calvin Harris, é um DJ, produtor musical, cantor e compositor escocês. De acordo com a Forbes, foi o DJ mais bem pago do mundo em 2013 e em 2014, valendo 66 milhões de dólares (60 milhões de euros) em 2015.

## Biografia

### Início da vida e carreira
Adam Richard Wiles nasceu no dia 17 de janeiro de 1984, em Dumfries, na Escócia. Filho de um bioquímico e de uma terapeuta,
declarou que era um fã de futebol e queria ser como o astro inglês Steve McManaman. "Mas eu nunca tive cabelo cacheado, então eu entrei na música. Se eu tivesse cabelo crespo, as coisas teriam sido diferentes."
A música eletrônica atraiu Calvin Harris ainda durante a adolescência. Aos 17 anos, começou a trabalhar em uma fábrica de peixe e em supermercados para ganhar dinheiro e se mudar para Londres, na esperança de aprender com a cena musical local. Antes da carreira dar certo, Calvin viveu em Londres, mas voltou para Dumfries porque não estava conseguindo emprego. Foi só em 2006 que tudo começou, quando ele produziu um remix de uma das suas músicas.

### Carreira musical
Seu primeiro sucesso aconteceu quando ele tinha 21 anos de idade, com as músicas "Da Bongos" e "Brighter Days", lançadas no início de 2002 sob o nome de "Stouffer". Ele lançou a música "Let Me Know" em 2004, que conta com a particpação da vocalista Ayah Marar. A canção apareceu no CD de live-mix Electric Soul, Vol. 2 (2004), da dupla The Unabombers.
Calvin Harris passou por várias gravadoras e assinou contratos diferentes em cada uma delas: com a Three Six Zero Group (para gestão da sua carreira), com a EMI (para edição) e com a Sony BMG (para gravação).
Desde então, Calvin Harris fez canções para e com Dua Lipa, Ellie Goulding, Rihanna, Sam Smith, Pharrell Williams, Katy Perry, SZA, Rita Ora, Dizzee Rascal, Róisín Murphy, Sophie Ellis-Bextor, The Ting Tings, Kylie Minogue, Haim e Ne-Yo.

## Discografia

### Álbuns de estúdio
- I Created Disco (2007)
- Ready for the Weekend (2009)
- 18 Months (2012)
- Motion (2014)
- Funk Wav Bounces Vol. 1 (2017)
- Funk Wav Bounces Vol. 2 (2022)
- 96 Months (2024)